# Nesles-la-Montagne
Nesles-la-Montagne est une commune française située dans le département de l'Aisne, en région Hauts-de-France.
Ses habitants sont appelés les Cahout. Proche de Château-Thierry, Nesles-la-Montagne est connue pour son vignoble.

## Géographie
Nesles-la-Montagne se situe sur les hauteurs au sud de Château-Thierry, dans la vallée de la Marne. La commune est entourée de vignes et de forêt. Les points les plus hauts du village offrent une très belle vue à l'horizon sur Château-Thierry et la vallée de la Marne.

### Communes limitrophes
| Étampes-sur-Marne | Chierry            | Blesmes  |
| Nogentel          | Nesles-la-Montagne |          |
| Essises           | Viffort            | Courboin |

### Hydrographie
La commune est située dans le bassin Seine-Normandie. Elle est drainée par l'aqueduc de la Dhuis, le ru du Grand Ru, le fossé 01 de la Grande Saule, le fossé 01 des Grandes Noues, le ru de la Fontaine, le ru de Nesles et le ruisseau des Norvins,,.
L'aqueduc de la Dhuis est un un aqueduc souterrain d'Île-de-France et d'Aisne, construit entre 1863 et 1865. Il sert à fournir en eau les communes du Val d'Europe, dont le complexe Disneyland Paris à l'est de l'Île-de-France.

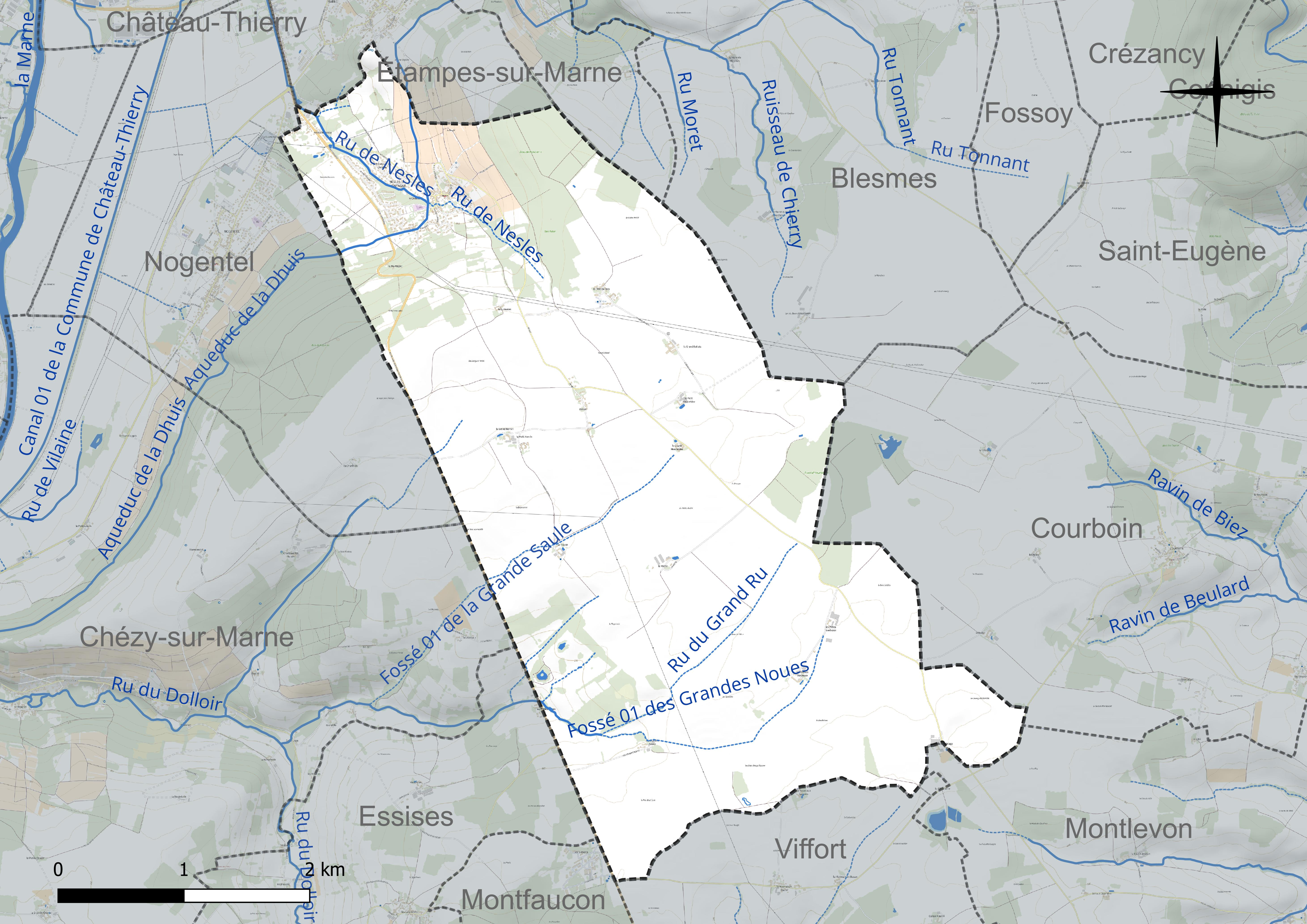
Réseau hydrographique de Nesles-la-Montagne.

### Climat
Pour des articles plus généraux, voir Climat des Hauts-de-France et Climat de l'Aisne.
En 2010, le climat de la commune est de type climat océanique dégradé des plaines du Centre et du Nord, selon une étude du CNRS s'appuyant sur une série de données couvrant la période 1971-2000. En 2020, Météo-France publie une typologie des climats de la France métropolitaine dans laquelle la commune est exposée à un climat océanique altéré et est dans la région climatique Nord-est du bassin Parisien, caractérisée par un ensoleillement médiocre, une pluviométrie moyenne régulièrement répartie au cours de l'année et un hiver froid (3 °C).
Pour la période 1971-2000, la température annuelle moyenne est de 10,4 °C, avec une amplitude thermique annuelle de 15 °C. Le cumul annuel moyen de précipitations est de 766 mm, avec 11,8 jours de précipitations en janvier et 8,6 jours en juillet. Pour la période 1991-2020, la température moyenne annuelle observée sur la station météorologique la plus proche, située sur la commune de Blesmes à 3 km à vol d'oiseau, est de 10,6 °C et le cumul annuel moyen de précipitations est de 713,0 mm,. Pour l'avenir, les paramètres climatiques de la commune estimés pour 2050 selon différents scénarios d'émission de gaz à effet de serre sont consultables sur un site dédié publié par Météo-France en novembre 2022.

## Urbanisme

### Typologie
Au 1er janvier 2024, Nesles-la-Montagne est catégorisée ceinture urbaine, selon la nouvelle grille communale de densité à 7 niveaux définie par l'Insee en 2022.
Elle appartient à l'unité urbaine de Nesles-la-Montagne, une agglomération intra-départementale dont elle est ville-centre,. Par ailleurs la commune fait partie de l'aire d'attraction de Paris, dont elle est une commune de la couronne,.

### Occupation des sols
L'occupation des sols de la commune, telle qu'elle ressort de la base de données européenne d'occupation biophysique des sols Corine Land Cover (CLC), est marquée par l'importance des territoires agricoles (85,8 % en 2018), une proportion sensiblement équivalente à celle de 1990 (86,3 %). La répartition détaillée en 2018 est la suivante : terres arables (76,1 %), forêts (10,6 %), prairies (5,4 %), zones urbanisées (3,5 %), cultures permanentes (2,5 %), zones agricoles hétérogènes (1,9 %).
L'évolution de l'occupation des sols de la commune et de ses infrastructures peut être observée sur les différentes représentations cartographiques du territoire : la carte de Cassini (XVIIIe siècle), la carte d'état-major (1820-1866) et les cartes ou photos aériennes de l'IGN pour la période actuelle (1950 à aujourd'hui).

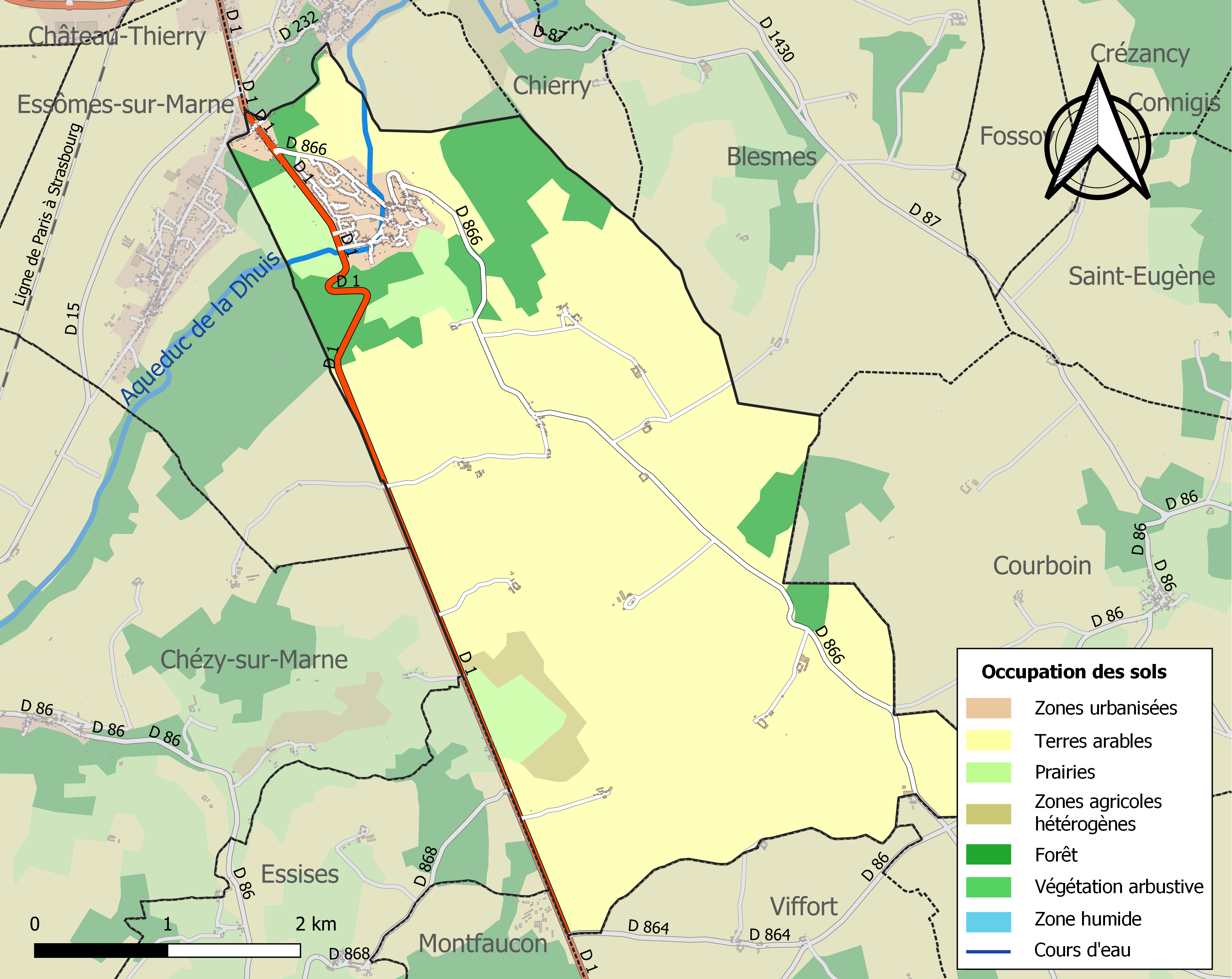
Carte de l'occupation des sols de la commune en 2018 (CLC).

## Toponymie
Le nom de la localité est attesté sous les formes Nigella (1131) ; Neelle-lez-Chasteau-Thierry (1363) ; Neelle (1494) ; Nelle (1506) ; Nesle (1710).

Nesles serait issu du romain *neviala, au pluriel, ayant le même sens que le latin novalia « terre nouvellement défrichée », venant du gaulois nevio-ialo « nouvelle terre».

D'autres hypothèses avancent le germanique niwialho « la basse (terre) » ou nige villa, « nouveau domaine ».
La Montagne-de-Nesles est un ancien hameau de la commune de Nesles.
.

## Histoire
- Le 12 février 1814, le territoire de la commune fut l'un des lieux où se déroulèrent les combats de la bataille de Château-Thierry pendant la campagne de France (1814) ; victoire de Napoléon Ier tout seul contre les Prussiens et les Russes.

## Politique et administration

### Découpage territorial
La commune de Nesles-la-Montagne est membre de la communauté d'agglomération de la Région de Château-Thierry, un établissement public de coopération intercommunale (EPCI) à fiscalité propre créé le 1er janvier 2017 dont le siège est à Étampes-sur-Marne. Ce dernier est par ailleurs membre d'autres groupements intercommunaux.
Sur le plan administratif, elle est rattachée à l'arrondissement de Château-Thierry, au département de l'Aisne et à la région Hauts-de-France. Sur le plan électoral, elle dépend du  canton de Château-Thierry pour l'élection des conseillers départementaux, depuis le redécoupage cantonal de 2014 entré en vigueur en 2015, et de la cinquième circonscription de l'Aisne  pour les élections législatives, depuis le dernier découpage électoral de 2010.

### Administration municipale
| Période        | Période                       | Identité            | Étiquette | Qualité                                      |
| -------------- | ----------------------------- | ------------------- | --------- | -------------------------------------------- |
| octobre 1945   | septembre 1954                | Eugène Blétry       |           |                                              |
| septembre 1954 | mars 1965                     | Paul Pognot         |           |                                              |
| mars 1965      | mars 1971                     | Jean Eschard        |           |                                              |
| mars 1971      | avril 1980                    | Charles Dalous      |           |                                              |
| avril 1980     | novembre 1987                 | Victor Beckmann     | DVG       |                                              |
| novembre 1987  | mars 1989                     | Jean-Claude Lefèvre |           |                                              |
| mars 1989      | mars 2014                     | Gérard Bricoteau    |           |                                              |
| mars 2014      | En cours (au 13 juillet 2020) | Stéphan Amelot      | DVG       | Fonctionnaire Réélu pour le mandat 2020-2026 |

## Démographie
L'évolution du nombre d'habitants est connue à travers les recensements de la population effectués dans la commune depuis 1793. Pour les communes de moins de 10 000 habitants, une enquête de recensement portant sur toute la population est réalisée tous les cinq ans, les populations de référence des années intermédiaires étant quant à elles estimées par interpolation ou extrapolation. Pour la commune, le premier recensement exhaustif entrant dans le cadre du nouveau dispositif a été réalisé en 2006.

En 2022, la commune comptait 1 196 habitants, en évolution de −0,5 % par rapport à 2016 (Aisne : −1,97 %, France hors Mayotte : +2,11 %).
| 1793 | 1800 | 1806 | 1821 | 1831 | 1836 | 1841 | 1846 | 1851 |
| ---- | ---- | ---- | ---- | ---- | ---- | ---- | ---- | ---- |
| 284  | 299  | 306  | 304  | 381  | 377  | 391  | 421  | 456  |

| 1856 | 1861 | 1866 | 1872 | 1876 | 1881 | 1886 | 1891 | 1896 |
| ---- | ---- | ---- | ---- | ---- | ---- | ---- | ---- | ---- |
| 438  | 413  | 448  | 409  | 432  | 386  | 408  | 402  | 409  |

| 1901 | 1906 | 1911 | 1921 | 1926 | 1931 | 1936 | 1946 | 1954 |
| ---- | ---- | ---- | ---- | ---- | ---- | ---- | ---- | ---- |
| 428  | 433  | 437  | 378  | 460  | 416  | 397  | 421  | 388  |

| 1962 | 1968 | 1975 | 1982 | 1990 | 1999  | 2006  | 2011  | 2016  |
| ---- | ---- | ---- | ---- | ---- | ----- | ----- | ----- | ----- |
| 457  | 511  | 530  | 883  | 928  | 1 073 | 1 120 | 1 228 | 1 202 |

| 2021  | 2022  | - | - | - | - | - | - | - |
| ----- | ----- | - | - | - | - | - | - | - |
| 1 206 | 1 196 | - | - | - | - | - | - | - |

## Lieux et monuments

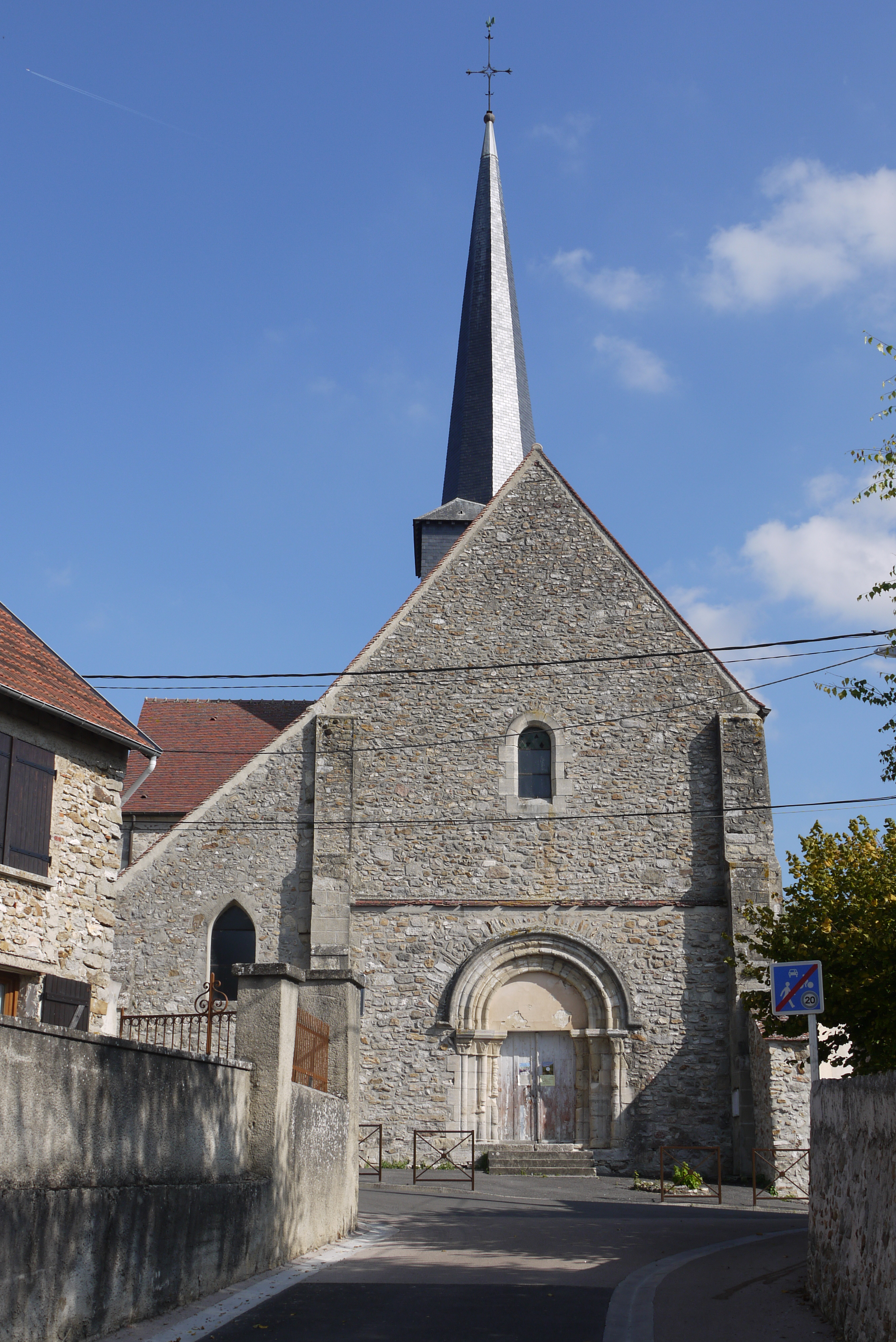
Église Saint-Martin.

- Église Saint-Martin.